# Сосо Чедія
Віссаріон (Сосо) Чедія (груз. ბესარიონ (სოსო) ჭედია, 9 жовтня 1965, Читацкарі, Самеґрело-Земо Сванеті, Грузинська РСР, СРСР) — радянський і грузинський футболіст, захисник, майстер спорту СРСР (1985). Після закінчення ігрової кар'єри став тренером.

## Клубна кар'єра
Вихованець футбольної школи міста Зугдіді. У 16 років провів один сезон у першій радянській лізі за «Гурію», а на наступний рік перейшов в тбіліське «Динамо», де скоро став гравцем основного складу. У складі тбілісців Чедія зіграв 154 матчу у Вищій лізі СРСР, забив 5 голів.
Після виходу грузинських клубів з чемпіонату СРСР в 1990 році відіграв один сезон в незалежному чемпіонаті Грузії, де команді виступала під назвою «Іберія», з якою став чемпіоном країни.
На початку 1991 поїхав виступати за кордон. Спочатку один сезон провів у Швеції за «ГІФ Сундсвалль», де грав разом з екс-одноклубником по «Іберії» Кахою Цхададзе. За підсумками сезону клуб опустився дивізіоном нижче, а обидва грузини покинули команду.
З 1992 року не менше двох сезонів грав на Кіпрі за «Олімпіакос» (Нікосія).
У 1996 році підписав контракт з російським «КАМАЗом», перший матч у Вищій лізі Росії зіграв 2 березня 1996 року проти «Зеніту». Всього Чедія зіграв за «КАМАЗ» 8 матчів і вже в квітні 1996 року залишив команду.
Сезон 1996/97 року Сосо Чедія провів у клубі «Одіши» з Зугдіді, а останнім клубом у його кар'єрі стала польська «Дискоболія».

## Міжнародна кар'єра
З початку 1980-х років Сосо Чедія викликався в юнацькі та юніорські збірні СРСР, всього за збірні різних вікових категорій він зіграв 66 матчів, забив 5 голів. За молодіжну збірну країни (до 21 року) він зіграв 15 матчів і забив 1 гол, став учасником чемпіонату світу серед молоді 1985 року (збірна посіла 4 місце).
22 грудня 1992 року Сосо Чедія зіграв свій єдиний матч за збірну Грузії — проти збірної Кіпру (0:1).

## Тренерська кар'єра
Сосо Чедія працював помічником Темурі Кецбая — спочатку в кіпрському «Анортосісі», а потім у збірній Грузії.
Протягом 2011—2012 років очолював молодіжну збірну Грузії (U-21).
З 2015 року знову став працювати асистентом Темурі Кецбая, спочатку в кіпрському АПОЕЛі, а потім в грецькому АЕКу.

## Досягнення
- Чемпіон Грузії: 1990
- Срібний призер юнацького чемпіонату Європи
- Срібний призер Всесоюзної Спартакіади школярів